# Alger (Ohio)
Alger – wieś w USA, w stanie Ohio, w hrabstwie Hardin.
Liczba mieszkańców w 2000 roku wynosiła 888.